# The Early Years, Volume One
The Early Years, Volume One è la prima parte di una raccolta del cantautore statunitense Tom Waits. 
 Nonostante il titolo (I primi anni), queste canzoni sono state registrate dal luglio all'agosto 1971, prima del suo debutto con Closing Time.

## Tracce
Testi e musiche di Tom Waits.
1. Goin' Down Slow – 2:48
2. Poncho's Lament – 4:17
3. I'm Your Late Night Prostitute – 3:16
4. Had Me A Girl – 5:32
5. Ice Cream Man – 3:11
6. Rockin' Chair – 3:15
7. Virginia Ave. – 2:41
8. Midnight Lullabye – 3:37
9. When You Ain't Got Nobody – 3:23
10. Little Trip To Heaven – 3:02
11. Frank's Song – 1:56
12. Looks Like I'm Up Shit Creek Again – 3:03
13. So Long I'll See Ya – 3:30